# Megabit
El megabit (Mbit o Mb) és una unitat de mesura d'informació molt utilitzada en les transmissions de dades de forma telemàtica. Amb freqüència es confon el megabyte que equival a 10⁶ (1.000.000) bits, amb el mebibit, que és equivalent a 220 (1.048.576) bits. La diferència és que en el primer s'aplica un dels prefixos del SI i en el segon s'aplica un dels prefixos binaris.
Curiosament el sistema operatiu Microsoft Windows ajuda a la confusió quan a les seves pantalles d'informació reflecteix els nombres que equivalen a potències de base 2 però utilitza els prefixos del SI, que són per a potències de base 10.
Quan s'expressa una velocitat de, per exemple, 2 Mbit/s es vol dir que en un segon es transmeten 2 milions de bits.
Nota: 1 megabyte (MB) equival a 8 megabits (Mbit), dit d'una altra manera, 1 megabit (Mbit) equival a 0.125 megabytes (MB).